# Душан Йездич
Душан Йездич (на сръбски: Душан Јездић) е сръбски революционер, участник в Сръбската пропаганда в Македония.

## Биография
Йездич е роден в Белград, Сърбия, в 1881 година. Става четнически войвода. Участва във войните като подполковник.